# 閃耀巨星
〈閃耀巨星〉（又稱為）是美國男歌手利尔·纳斯·X於2022年9月22日推出的單曲，是該年英雄联盟全球总决赛主題曲。